# Stenosiphonium
Stenosiphonium es un género de plantas con flores perteneciente a la familia Acanthaceae. El género tiene diez especies de hierbas nativas de la India y Sri Lanka.

## Especies
- Stenosiphonium confertum
- Stenosiphonium cordifolium
- Stenosiphonium diandrum
- Stenosiphonium moonianum
- Stenosiphonium parviflorum
- Stenosiphonium russelianum
- Stenosiphonium setosum
- Stenosiphonium subsericeum
- Stenosiphonium wightii
- Stenosiphonium zeylanicum